# Rollot (Somme)
Pour les articles homonymes, voir Rollot.
Rollot est une commune française, située dans le département de la Somme, en région Hauts-de-France.
Elle est connue notamment grâce au fromage éponyme, le Rollot.

## Géographie

### Localisation
Rollot est un village picard situé au sein de la région naturelle du Santerre et du pays de l'Amiénois, limitrophe de l'Oise. C'est la commune la plus méridionale du département de la Somme.
À vol d'oiseau, la localité est située à 9 km au sud-est de Montdidier, 9 km au nord-ouest de Ressons-sur-Matz, 15 km au sud-ouest de Roye, 23 km au nord-ouest de Compiègne, 42 km au sud-est d'Amiens et à 44 km au nord-est de Beauvais.
Le territoire de la commune est limitrophe de ceux de six communes.
Les communes limitrophes sont Boulogne-la-Grasse, Courcelles-Epayelles, Le Frestoy-Vaux, Hainvillers, Mortemer et Piennes-Onvillers.

### Nature du sol et du sous-sol
Le sous-sol de la commune est composé sur la majeure partie du territoire communal de sables blancs du Soissonnais recouverts d'argile. Les sables verts se trouvent à l'ouest et au sud sur une large bande allant de Vaux à Mortemer, au nord, on retrouve les sables verts entre La Villette et Régibaye. On rencontre le diluvium rouge au sud et dans la petite vallée sèche qui part de Régibaye vers le nord. L'argile du limon des plateaux est présente au nord-ouest et la craie affleure au sud-ouest.

### Relief, paysage, végétation
Le relief de la commune est composé d'une sorte de dôme légèrement vallonné. L'altitude oscillant entre 90 et 117 m. Le paysage est donc celui d'un plateau.

### Hydrographie
La commune est traversée par la ligne de partage des eaux entre les bassins hydrographiques Artois-Picardie et Seine-Normandie. Elle n'est drainée par aucun cours d'eau.

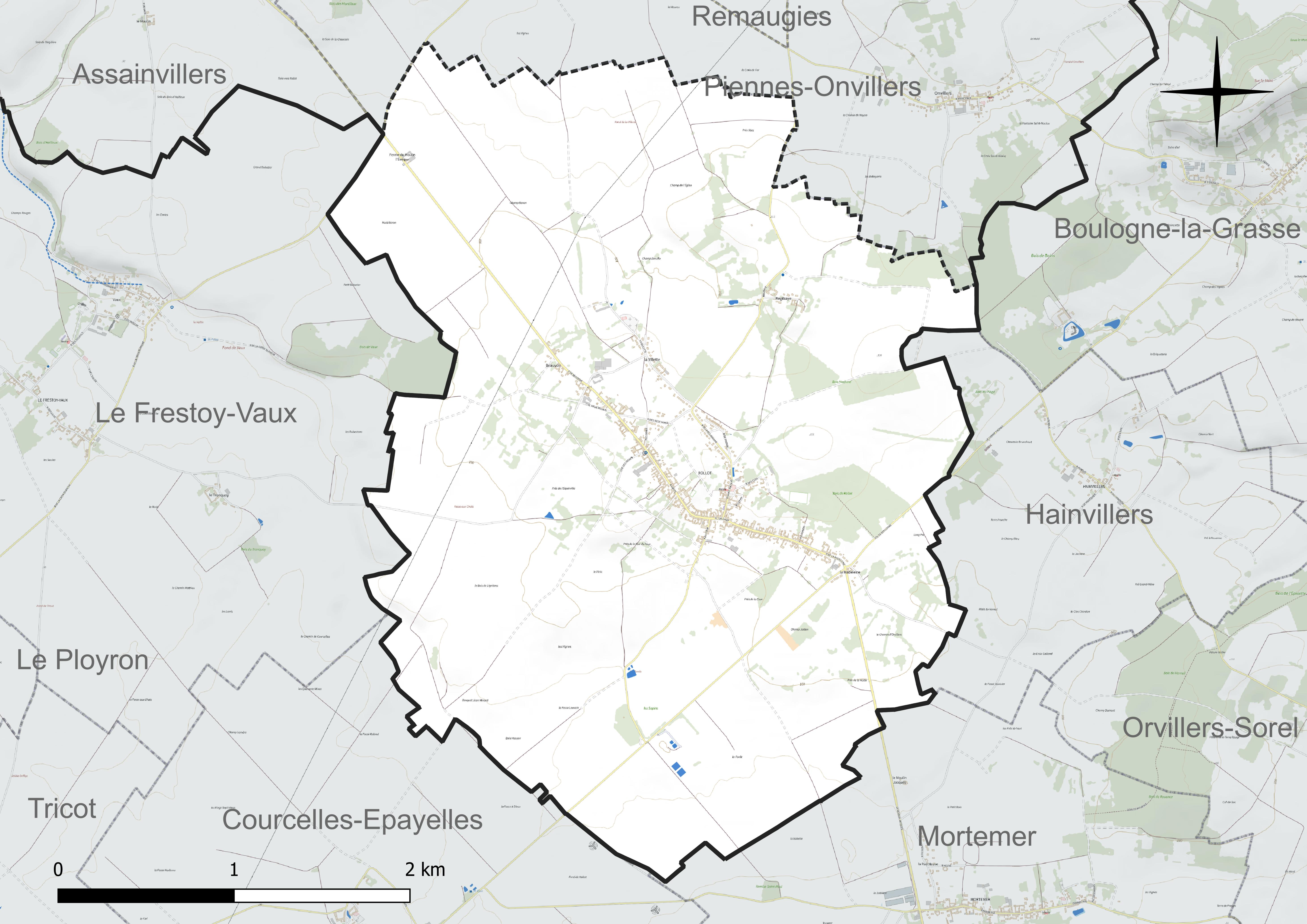
Réseau hydrographique de Rollot.

### Climat
Pour des articles plus généraux, voir Climat des Hauts-de-France et Climat de la Somme.
En 2010, le climat de la commune est de type climat océanique dégradé des plaines du Centre et du Nord, selon une étude du CNRS s'appuyant sur une série de données couvrant la période 1971-2000. En 2020, Météo-France publie une typologie des climats de la France métropolitaine dans laquelle la commune est exposée à un climat océanique et est dans la région climatique Nord-est du bassin Parisien, caractérisée par un ensoleillement médiocre, une pluviométrie moyenne régulièrement répartie au cours de l'année et un hiver froid (3 °C).
Pour la période 1971-2000, la température annuelle moyenne est de 10,2 °C, avec une amplitude thermique annuelle de 14,6 °C. Le cumul annuel moyen de précipitations est de 683 mm, avec 11,5 jours de précipitations en janvier et 8,1 jours en juillet. Pour la période 1991-2020, la température moyenne annuelle observée sur la station météorologique la plus proche, située sur la commune de Godenvillers à 7 km à vol d'oiseau, est de 11,1 °C et le cumul annuel moyen de précipitations est de 701,9 mm,. Pour l'avenir, les paramètres climatiques de la commune estimés pour 2050 selon différents scénarios d'émission de gaz à effet de serre sont consultables sur un site dédié publié par Météo-France en novembre 2022.

## Urbanisme

### Typologie
Au 1er janvier 2024, Rollot est catégorisée commune rurale à habitat dispersé, selon la nouvelle grille communale de densité à sept niveaux définie par l'Insee en 2022.
Elle est située hors unité urbaine et hors attraction des villes,.

### Occupation des sols
L'occupation des sols de la commune, telle qu'elle ressort de la base de données européenne d'occupation biophysique des sols Corine Land Cover (CLC), est marquée par l'importance des territoires agricoles (94,1 % en 2018), une proportion sensiblement équivalente à celle de 1990 (94 %). La répartition détaillée en 2018 est la suivante : 
terres arables (68,7 %), prairies (21,4 %), zones urbanisées (4,9 %), zones agricoles hétérogènes (4,1 %), forêts (1 %). L'évolution de l'occupation des sols de la commune et de ses infrastructures peut être observée sur les différentes représentations cartographiques du territoire : la carte de Cassini (XVIIIe siècle), la carte d'état-major (1820-1866) et les cartes ou photos aériennes de l'IGN pour la période actuelle (1950 à aujourd'hui).

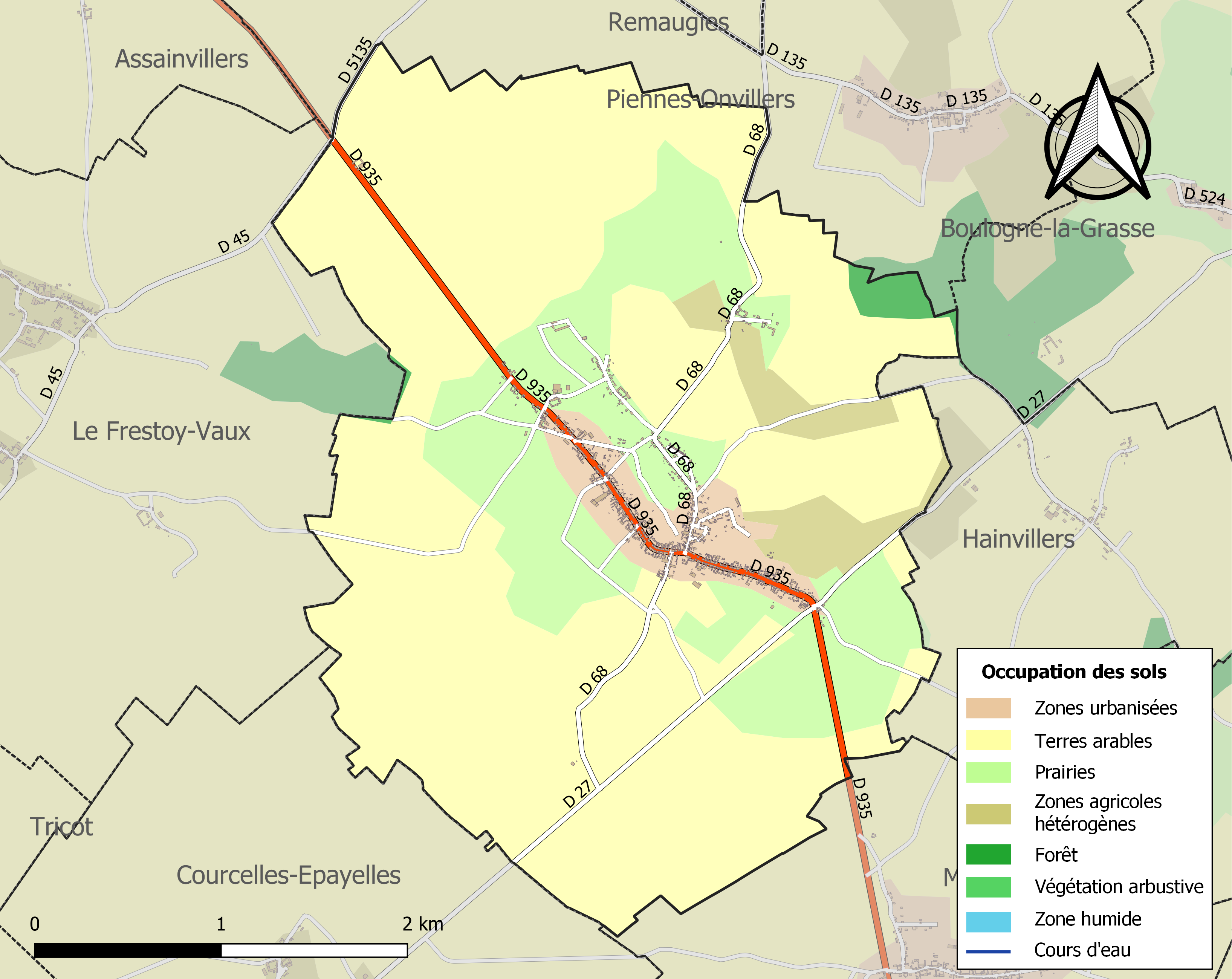
Carte des infrastructures et de l'occupation des sols de la commune en 2018 (CLC).

### Habitat
- Hameaux et écarts : la commune compte plusieurs hameaux et écarts : La Villette à l'ouest, Regibaye au nord, la ferme du Moulin Lévêque à l'extrémité ouest, La Madeleine à l'est[20].

- Rollot est une commune rurale, car elle fait partie des communes peu ou très peu denses, au sens de la grille communale de densité de l'Insee[Note 3],[21],[22],[23].

La commune est, en outre, hors attraction des villes,.

### Voies de communication et transports
Rollot est traversée par l'ancienne route nationale 35  (Compiègne à Abbeville - actuelle RD 935), aisément accessible par l'autoroute A1.

## Toponymie
La localité a été désignée sous les noms suivants : Roolots en 1206, Roolai en 1214, Roeloth en 1229, Roheloth dans le cartulaire de Fouilloy, Roellot en 1257, Roelot en 1301, Rolot en 1567, Roollot en 1730 dans la carte de Cassini, La Neuville les Rollot à la fin du XVIIIe siècle et Rollot à partir du XIXe siècle.

## Histoire

### Antiquité
Rollot se trouve sur le tracé d'une ancienne voie romaine, dite chaussée Brunehaut reliant Caesaromagus (Beauvais) à Bagacum Nerviorum (Bavay). Des vestiges d'une villa gallo-romaine ont été retrouvés sur le territoire de la commune de même que des monnaies, des poteries et des tombes gallo-romaines.

### Moyen Âge
L'actuelle commune de Rollot était au Moyen Âge un conglomérat de hameaux tels : Regibaye, La Villette, La Madeleine, Beauvoir, Le Cauroy fief de Mesvillers (Piennes). L'église paroissiale était située à La Villette, elle dépendait de l'abbaye Saint-Corneille de Compiègne. La collégiale de La Madeleine fondée au XIIIe siècle par le seigneur de La Tournelle était dotée d'un collège de cinq chanoines. La seigneurie de Rollot était détenue par l'abbaye Saint-Corneille et la seigneurie de Piennes.

### Époque moderne
En 1533, Madame de Bucquenant, dame de Piennes et de Rollot demanda la création à Rollot de deux foires annuelles, le 8 juin et le 24 octobre et d'un marché chaque jeudi. Cette demande fut concrétisée en mars 1581 par un édit du roi Henri III enregistré au greffe du bailliage de Péronne, le 28 juin 1582. Se négociaient sur le marché de Rollot :  fromages, beurre, œufs, légumes, fruits, poissons, tissus, faïences et bimbeloterie etc..
Aux XVIe et XVIIe siècles, Rollot eut à subir les invasions espagnoles jusqu'à la Paix des Pyrénées de 1659.
En 1705, le village de Rollot possédait une école.

#### Le fromage de Rollot
C'est du XVIe siècle que la première mention écrite du fromage de Rollot apparaît dans les baux et fermages à payer en espèces qui se complétaient d'une fourniture régulière en rollots. Les Archives départementales de la Somme conservent un bail daté du 10 mars 1576, le bailleur étant Antoine de Brouilly. Extrait du bail :

« ../.. de deux mines et demi au pré de Beauvoir à payer au jour de la Saint Louis de dix livres tournois et d'une douzaine de fromages loyaux ../.. »

Par un bail daté du 3 juillet 1647, Charles de Brouilly chevalier marquis de Piennes, louait à Claude Charpentier et sa femme Barbe Paillet la ferme et seigneurie de Beauvoir moyennant : 

« ... seigle bon et loyal et la dite avoine bonne à brasser et étant pour rendue au grenier du dit seigneur bailleur et suivi aussi de deux gros porcs gras bons et loyaux et rendus au dit preneur avec quarante livres avec la somme de dix huit livres tournois et huit douzaines de fromages du dit beaux et loyaux pour les dits prés et pâtis et sur laquelle quantité de quatorze muids de blé... rendu au château du dit seigneur le 3e jour de juillet pour chaque année payable. »

Louis XIV apprécia fort le rollot, comme le rapporte l'anecdote suivante :

« Louis XIV ayant entendu parler de l'excellence de ces fromages, demanda un jour, en passant à Orvillers pour ses belles conquêtes de 1670, 1671, et 1672 à Monsieur de Bourges de Sorel, qui se trouvait dans ce moment sur le chemin ce qu'il en était. Monsieur de Bourges qui avait un air distingué, des façons et de l'esprit plut infiniment au Roi par ses réponses. Il l'entretint par la portière de son carrosse, assez loin, et lui fit un détail si favorable des fromages qui se faisaient dans ce canton, que le Roi lui dit de les lui envoyer lorsqu'il serait dans leur bonté, on sait que c'est ordinairement depuis Noël jusqu'à Carême. Monsieur de Bourges ne manqua pas d'exécuter un ordre si glorieux pour lui et partit le premier de l'année avec douze douzaines de ces fromages et les présenta au Roi qui les reçut avec plaisir et fit grand accueil à M. de Bourges. Ils furent trouvés si fins et d'une si bonne pâte, que le Roi lui fit dire le lendemain qu'il en voulait avoir tous les ans, et en même temps lui fit une pension de 600 livres sur sa cassette. Depuis ce temps cette famille continue exactement d'emporter cette même quantité et en reçoit toujours la même pension». »

Louis XIV institua la charge de « Fromagier royal » qu'il confia à Rhené Jean de Bourges receveur de la seigneurie d'Orvillers.On trouve trace de plusieurs baux, du XVIIIe siècle qui mentionnent le fromage de Rollot. Ce fromage se fabriquait également dans d'autres villages des environs : Ressons-sur-Matz, Boulogne-la-Grasse, Le Frestoy-Vaux, Le Tronquoy, Le Ployron, Conchy-les-Pots, Beuvraignes, Assevillers, Guerbigny…

### Époque contemporaine
A la Révolution française, la collégiale fut déclarée bien national et ses biens furent vendus. La commune, instituée alors, absorba entre 1790 et 1794 celles de Beauvoir, Regibay et de Vilette.
En 1814 et 1815, la commune fut occupée par les cosaques et en 1870-1871 par les Prussiens.

#### Essor de la production du rollot
Une des enquêtes de 1865 mentionnait que : « l'alimentation hebdomadaire du marché de Rollot était de 500 douzaines en moyenne ».
En 1901 une enquête précise : « Dans l'arrondissement de Montdidier, on fabrique surtout le rollot. La production moyenne atteint environ 300 000 fromages par an fabriqués surtout dans les cantons de Roye et Montdidier. » Rollot était alors le principal marché aux fromages de la région depuis un temps immémorial… ».
De ce fait, l'importance du marché de Rollot a contribué à donner son nom au fromage. Cependant, d'autres marchés furent créés à Conchy-les-Pots ou Beuvraignes. Ces fromages issus de la même recette que le rollot portaient le nom du village où ils étaient fabriqués.
En 1866, au concours international de fromages de Paris, le rollot du « sieur Harmant-Delattre » reçut une médaille d'argent. La préfecture de la Somme a avisé la mairie de Rollot que le producteur avait obtenu une médaille d'argent en février 1866. En 1880, au concours général des fromages de Paris, le rollot du « sieur Choisy-Duret » reçut une médaille d'argent. Le rollot fut primé une nouvelle fois au concours agricole de Paris en 1907, derrière le camembert et devant le livarot.
Au début du XXe siècle, fut créé à Rollot un hôtel des marchands de fromages dans lequel les négociants se réunissaient, les jours de marché pour fixer le prix du rollot.
La Première Guerre mondiale paralysa la production et le commerce du rollot.

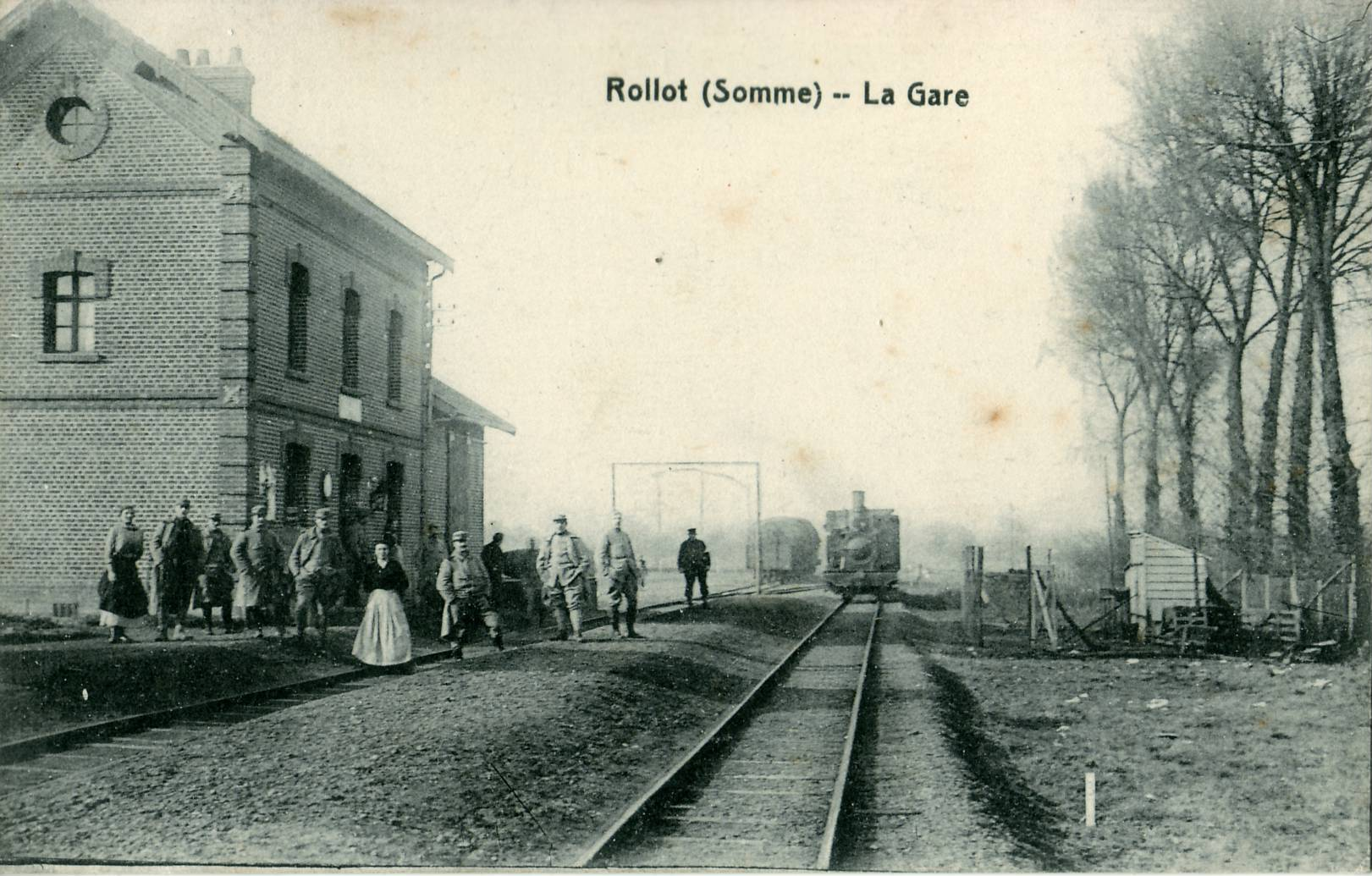
La gare.

De 1889 à 1948, Rollot fut desservie par une ligne à voie métrique des chemins de fer départementaux de la Somme qui reliait  Albert à Montdidier.

#### Première Guerre mondiale
En prélude de la bataille du Matz, le village est le théâtre de combats qui, du 28 au 31 mars 1918, font des milliers de morts et détruisent du village, puis, le 8 juin à 23 h 30, la région de Rollot est bombardée par 29 batteries de campagne.
Il subit d'importantes destructions au cours de la Première Guerre mondiale,,

#### Entre-deux-guerres
La commune a  été décorée de la Croix de guerre 1914-1918, le 30 octobre 1920. Détruite à 95 % la commune fut reconstruite pendant l'entre-deux-guerres.
Une laiterie fromagerie fut créée en 1928, en face des anciennes caves à fromages.

## Politique et administration

### Rattachements administratifs et électoraux
La commune se trouve depuis 1926 dans l'arrondissement de Montdidier du département de la Somme. Pour l'élection des députés, elle fait partie depuis 1988 de la quatrième circonscription de la Somme.
Elle faisait partie depuis 1793 du canton de Montdidier. Dans le cadre du redécoupage cantonal de 2014 en France, la commune a intégré le canton de Roye.

### Intercommunalité
La commune était membre de la petite communauté de communes du canton de Montdidier, créée fin 2000, et qui succédait au SIVOM du Canton de Montdidier créé en 1967.
Dans le cadre des dispositions de la loi portant nouvelle organisation territoriale de la République du 7 août 2015, qui prévoit que les établissements publics de coopération intercommunale (EPCI) à fiscalité propre doivent avoir un minimum de 15 000 habitants, celle-ci fusionne le 1er janvier 2017 au sein de la communauté de communes du Grand Roye, dont est désormais membre la commune..

### Liste des maires
| Période                                  | Période                   | Identité                       | Étiquette | Qualité |
| ---------------------------------------- | ------------------------- | ------------------------------ | --------- | --- |
| Les données manquantes sont à compléter. |                           |                                |           | |
| 1843                                     | 1850                      | Pierre Joseph Choisy           |           | |
| 1850                                     | 1851                      | Henri Harmant                  |           | |
| 1851                                     | 1855                      | Pierre Louis Lecomte           |           | |
| 1855                                     | 1856                      | Pierre Joseph Choisy           |           | |
| 1856                                     | 1857                      | Louis Charles Ballin           |           | 1857 : Constant Choisy (interim) |
| 1857                                     | 1862                      | Clovis Dutriaux                |           | |
| 1862                                     | 1870                      | Alfred Delacroix               |           | |
| 1870                                     | 1871                      | Henri Trouvain                 |           | |
| 1871                                     | 1877                      | Adolphe Choisy                 |           | |
| 1877                                     | 1881                      | Henri Trouvain                 |           | |
| 1881                                     | 1884                      | Achille Joret                  |           | |
| 1884                                     | 1899                      | Auguste Le Caron de Beaumesnil |           | |
| 1899                                     | 1914                      | Léon Choisy                    |           | |
| 1919                                     | 1925                      | Nicolas Gérardin               |           | |
| 1925                                     | 1930                      | Léon Choisy                    |           | |
| 1930                                     | 1941                      | Émile Delahoche                |           | |
| 1945                                     | 1958                      | Émile Raoux                    |           | |
| 1958                                     | 1965                      | Gaston Choisy                  |           | |
| 1965                                     | 1989                      | Michel Paillet                 |           | Industriel |
| 1989                                     | 1995                      | Marie-Paule Bourbier           |           | |
| 1995                                     | 2008                      | Pierre Levier                  |           | Exploitant agricole |
| 2008                                     | En cours (au 26 mai 2020) | Michel Choisy                  |           | Vice-président de l'ex-CC du canton de Montdidier ( ? → 2016) Vice-président de la CC du Grand Roye (2017 → ) Réélu pour le mandat 2020-2026, |

## Population et société

### Démographie
L'évolution du nombre d'habitants est connue à travers les recensements de la population effectués dans la commune depuis 1793. Pour les communes de moins de 10 000 habitants, une enquête de recensement portant sur toute la population est réalisée tous les cinq ans, les populations de référence des années intermédiaires étant quant à elles estimées par interpolation ou extrapolation. Pour la commune, le premier recensement exhaustif entrant dans le cadre du nouveau dispositif a été réalisé en 2004.

En 2022, la commune comptait 768 habitants, en évolution de +3,64 % par rapport à 2016 (Somme : −1,26 %, France hors Mayotte : +2,11 %).
| 1793  | 1800  | 1806  | 1821  | 1831  | 1836  | 1841  | 1846  | 1851  |
| ----- | ----- | ----- | ----- | ----- | ----- | ----- | ----- | ----- |
| 1 080 | 1 153 | 1 157 | 1 108 | 1 140 | 1 185 | 1 211 | 1 194 | 1 168 |

| 1856  | 1861  | 1866  | 1872 | 1876 | 1881 | 1886 | 1891 | 1896 |
| ----- | ----- | ----- | ---- | ---- | ---- | ---- | ---- | ---- |
| 1 030 | 1 003 | 1 002 | 985  | 975  | 926  | 914  | 875  | 832  |

| 1901 | 1906 | 1911 | 1921 | 1926 | 1931 | 1936 | 1946 | 1954 |
| ---- | ---- | ---- | ---- | ---- | ---- | ---- | ---- | ---- |
| 831  | 772  | 729  | 590  | 626  | 651  | 607  | 648  | 590  |

| 1962 | 1968 | 1975 | 1982 | 1990 | 1999 | 2004 | 2006 | 2009 |
| ---- | ---- | ---- | ---- | ---- | ---- | ---- | ---- | ---- |
| 584  | 607  | 561  | 540  | 575  | 631  | 666  | 675  | 753  |

| 2014 | 2019 | 2022 | - | - | - | - | - | - |
| ---- | ---- | ---- | - | - | - | - | - | - |
| 746  | 770  | 768  | - | - | - | - | - | - |

### Enseignement
L'école primaire publique de Rollot (maternelle et élémentaire) accueille 87 élèves à la rentrée scolaire 2018-2019. Les communes de Rollot et Piennes-Onvillers scolarisent leurs enfants au sein d'un regroupement pédagogique intercommunal. L'école de Rollot est située en zone B pour les vacances scolaires, dans l'académie d'Amiens.

## Économie

### Activités économiques et de services
L'agriculture demeure l'activité dominante de la commune.

## Culture locale et patrimoine

### Lieux et monuments
- Église paroissiale Saint-Nicolas[44] ;
- Église Saint-Germain-l'Auxerrois, dans le quartier de la Villette[45] (église non consacrée). Elle renferme la statue d'un christ sous forme de gisant et une peinture murale de 1933 réalisée par Eugène Chapleau[46],[47].
- Buste d'Antoine Galland œuvre du sculpteur Henri-Édouard Navarre (1929)[48]. Il remplace un buste de Galoppe d'Onquaire réquisitionné par les Allemands lors de la Première Guerre mondiale[49] ;
- Motte féodale abritant une cave médiévale du XIIe siècle (propriété privée) ;
- Monument aux morts exécuté par Albert Roze et appelé L'Adieu, financée par souscription publique après la Première Guerre mondiale et inauguré en 1926[50] ;
- Autre monument aux morts présent dans le cimetière entourant l'église de la Villette, réalisé par  H. Van Den Hedke, de Maignelay et inauguré le mercredi 10 février 1904[51] ;
- Oratoire à saint Germain, près de l'église de la Villette, prétendument élevé sur une source[46].

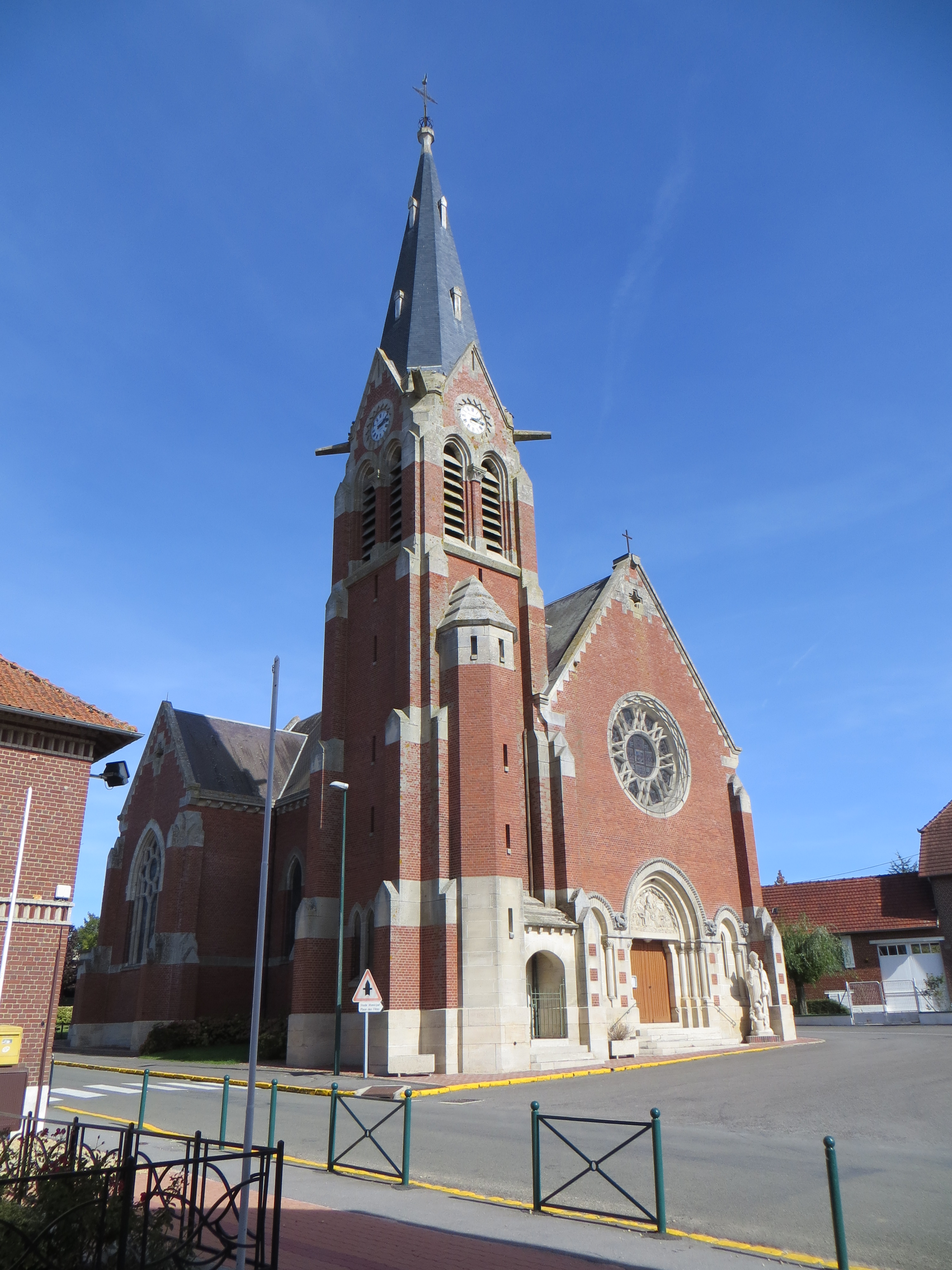
Église Saint-Nicolas - Cloche de l'église sonnant la demie:
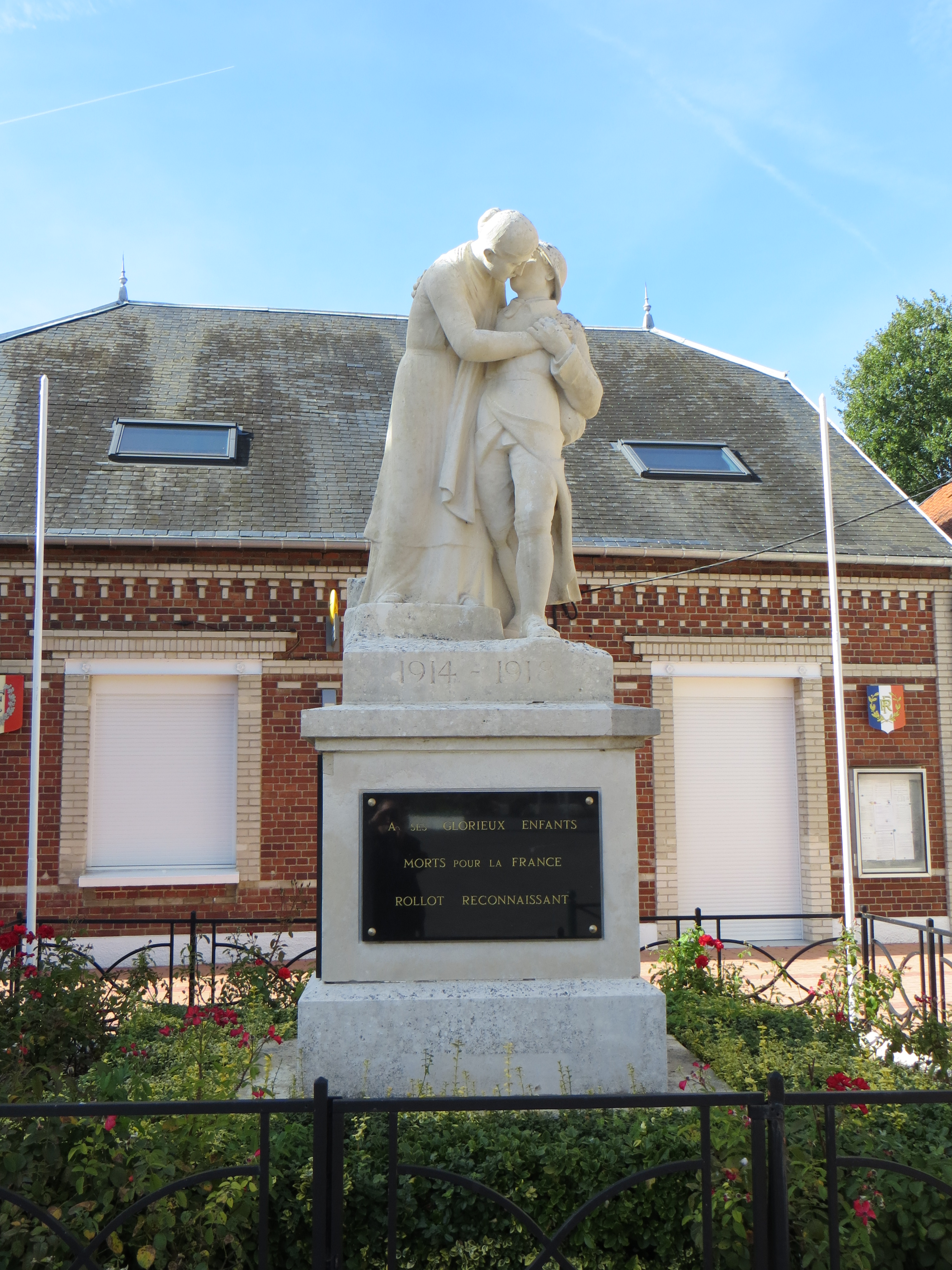
Monument aux morts, sculpteur : Albert Roze
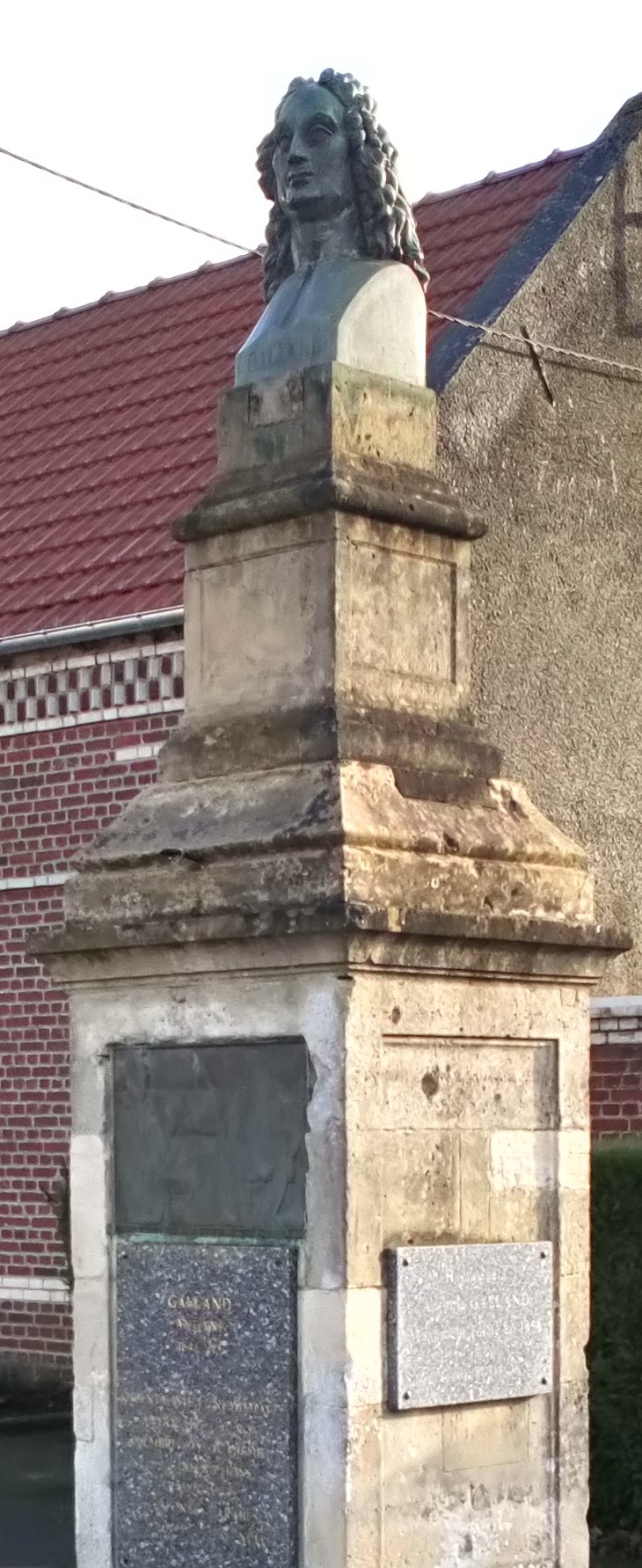
Monument à Antoine Galland

### Personnalités liées à la commune

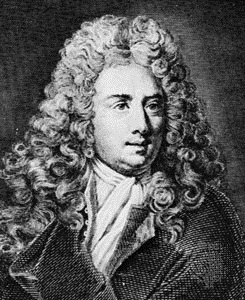
Antoine Galland.

- Antoine Galland (1646-1715)[52], orientaliste, spécialiste d'histoire, de manuscrits anciens, de langues orientales et de monnaies, habitué de la Bibliothèque royale, antiquaire du roi, académicien et lecteur au Collège royal.

Il est notamment connu pour avoir réalisé la première traduction en français des Mille et Une Nuits.
- Pierre-Louis Joret (1761-1792), bienheureux, martyr.Il est né à Rollot le 28 octobre 1761. Ordonné prêtre à Rouen en 1786, c'est un prêtre du diocèse de Beauvais. Il est arrêté en tant que prêtre réfractaire le 13 août 1792 à Paris. Il fut victime des massacres de Septembre, le 3 septembre 1792 au séminaire Saint Firmin de Paris. Il fut déclaré bienheureux en 1926[53],[54].
- Jean-François Harmand, capitaine sous l'Empire, né le 22 novembre 1776, membre de la Légion d'honneur, a fait les campagnes de 1792 à 1815[55].

### Héraldique
| Blason de Rollot | Blason  | Parti: au 1er d'or à une tour de gueules maçonnée de sable, au 2e coupé au I de sinople à une feuille de houx d'argent, au II de gueules à la barre d'argent; le tout sommé d'un chef d'azur chargé d'une fleur de lis d'or adextrée d'une plume d'argent posée en bande et senestrée d'un besant d'or. Ornements extérieursDécorations : Croix de guerre 1914-1918. |
| Blason de Rollot | Détails | Le blason de la commune a repris, pour partie, des éléments des blasons de deux familles qui ont tenu la seigneurie. La tour évoque les De La Tournelle (écu aux cinq tours), la barre d'argent sur le gueules rappelle la famille de Roye (de gueules à une bande d'argent). La feuille de houx d'argent sur sinople reprend le blason du chapitre de l'église collégiale de la Sainte-Madeleine de Rollot. La plume évoque Antoine Galland, originaire du village et traducteur des contes Les Mille et Une Nuits. La fleur de lis rappellerait que Galland était "antiquaire du roi" sous Louis XIV. Le besant d'or symbolise le fromage du village, le Rollot. Utilisé par la commune, le statut officiel reste à déterminer. |